# Mordella bicoloripes
Mordella bicoloripes es una especie de coleóptero de la familia Mordellidae.

## Distribución geográfica
Habita en Fujian (China).